# Pauroptila
Pauroptila là một chi bướm đêm thuộc họ Cosmopterigidae.